# Seongjong av Goryeo
Seongjong av Goryeo, född 961, död 997, var en koreansk monark. Han var kung av Korea mellan 981 och 997. 